# Judith Dannhauer
Judith Dannhauer (Erfurt, 3 september 1982) is een Duits voormalig langebaanschaatsster. Ze is een sprintster met een voorkeur voor de kortste afstanden, als de 100m en de 500m. Voor ze in 2016 trouwde heette ze Judith Hesse.

## Biografie
Op nationaal niveau draaide Hesse goed mee met de sprintsters, ze is meestal in de top vijf van de diverse klassementen te vinden (sprint- en afstandskampioenschappen). Op internationaal niveau is ze sinds begin 2006 ook een factor van betekenis. Op de Olympische Winterspelen van Turijn haalde ze een 18e plaats op de 500 meter en de 22e op de 1000 meter. Bij de ploegenachtervolging op het WK junioren 2002 behaalde ze samen met haar teamgenoten Nadine Seidenglanz en Monique Angermüller een bronzen medaille. Individueel haalde ze bij dit kampioenschap ook brons. Ze won de 500m en werd tweede op de 1000m.
In 2011 werd haar naam met die van baanwielrenner Jakob Steigmiller genoemd in verband met bloeddoping toen Andreas Franke bloed afnam en dit verrijkte met uv-licht, maar de dopingreglementen werden toch niet overtreden.
Op 8 februari 2015 won ze in Thialf op de 500 meter haar eerste wereldbekerwedstrijd door Nao Kodaira en Sang-Hwa Lee te verslaan. Op 28 mei 2015 liet ze aan de Thüringer Allgemeine weten dat ze in oktober zal bevallen van haar eerste kind en derhalve een pauze inlast richting de Winterspelen van 2018. Na haar huwelijk met Dannhauer maakte ze in oktober 2016 haar comeback door de 500 meter bij de nationale kampioenschappen te winnen.

## Persoonlijke records
| Afstand    | Tijd    | Datum            | Baan           |
| ---------- | ------- | ---------------- | -------------- |
| 500 meter  | 37,34   | 16 november 2013 | Salt Lake City |
| 1000 meter | 1.14,78 | 10 november 2013 | Calgary        |
| 1500 meter | 2.01,07 | 21 maart 2002    | Calgary        |
| 3000 meter | 4.23,68 | 22 maart 2002    | Calgary        |

## Wereldrecords
| Nr. | Afstand | Tijd    | Datum         | Baan    |
| --- | ------- | ------- | ------------- | ------- |
| jr1 | 1000 m  | 1.16,14 | 22 maart 2002 | Calgary |

## Resultaten
| Jaar | NK Afstanden              | NK Sprint | WK Sprint | WK Afstanden       | Olympische Spelen  | WK Junioren     |
| ---- | ------------------------- | --------- | --------- | ------------------ | ------------------ | --------------- |
| 2001 | 10e 500m                  |           |           |                    |                    | NS3             |
| 2002 | 8e 500m 6e 1000m          |           |           |                    |                    | · achtervolging |
| 2003 | 100m · 5e 500m · 4e 1000m | 5e        |           |                    |                    |                 |
| 2004 | 100m · 5e 500m · 4e 1000m | NS2       |           |                    |                    |                 |
| 2005 | 100m · 500m · 7e 1000m    | Brons     |           |                    |                    |                 |
| 2006 |                           | Goud      | 17e       |                    | 19e 500m 22e 1000m |                 |
| 2007 | 500m · 1000m              |           | 18e       | 14e 500m 13e 1000m |                    |                 |
| 2008 | 500m · 5e 1000m           |           |           | 11e 500m           |                    |                 |
| 2009 | 4e 500m 6e 1000m          |           |           | 17e 500m           |                    |                 |
| 2010 |                           |           | NS3       |                    | 28e 500m           |                 |
| 2011 |                           |           | 11e       | 5e 500m 14e 1000m  |                    |                 |
| 2012 |                           |           | 14e       | 11e 500m 20e 1000m |                    |                 |
| 2013 |                           |           | 15e       | 12e 500m 15e 1000m |                    |                 |
| 2014 |                           |           |           |                    | DQ 500m 11e 1000m  |                 |
| 2015 |                           |           | 10e       | 6e 500m 8e 1000m   |                    |                 |
|      |                           |           |           |                    |                    |                 |
| 2017 |                           |           | 21e       | 24e 500m           |                    |                 |
| 2018 |                           |           |           |                    | 16e 500m 26e 1000m |                 |

NS# = niet gestart op #afstand 